# Dolina Nielepicka

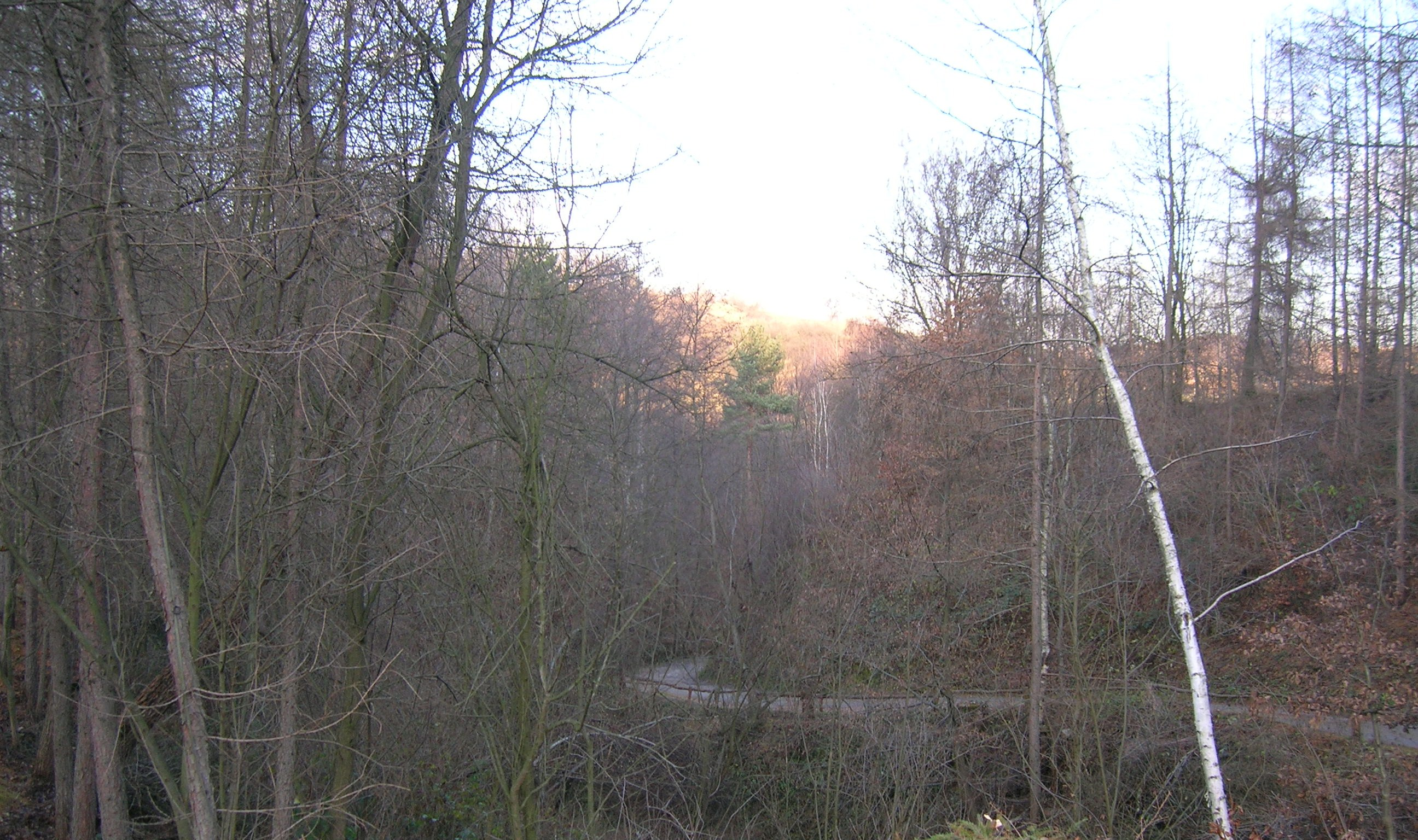
Fragment górny

Dolina Nielepicka – dolina na Garbie Tenczyńskim będącym jednym z mezoregionów Wyżyny Krakowsko-Częstochowskiej. Znajduje się na terenie Tenczyńskiego Parku Krajobrazowego. Od południowo-wschodniego krańca wsi Nielepice w województwie małopolskim, w powiecie krakowskim, w gminie Zabierzów dolina opada w kierunku północno-zachodnim, a następnie północnym do Rowu Krzeszowickiego.
Górny odcinek doliny, tzw. Doły, to trawiaste tereny – łąki i zbocza. Dnem dolnej części doliny płynie potok wpadający prawobrzeżnie do Rudawy. Dolina jest szeroka i zabudowana. Przecina ją droga krajowa nr 79. Dolina ma kilka odnóg będących  wąwozami o stromych zboczach: Są to wąwozy Pajoki, Pierunkowy Dół i Dolina Borowca. Oddzielają je porośnięte lasem grzbiety Bukowej Góry, grzbiet z Kubińcowymi Skałami i Dębowa Góra. 
Dolina wyrzeźbiona jest w wapieniach pochodzących z kredy i jury późnej. Poprowadzono nią  kilka szlaków turystycznych. Dzięki otwartym terenom z wielu ich miejsc rozciąga się szeroka panorama widokowa. Szczególnie dobrymi punktami widokowymi są wznoszące się na doliną skały: Skała z Krzyżem i Skała na Dębowej Górze.

## Szlaki turystyczne
Szlak spacerowo – edukacyjny wokół Nielepic: Nielepice, centrum – okopy z 1944 r. – kamieniołom wapienia Nielepice – Bukowa Góra – Jaskinia Pańskie Kąty – Nielepickie Skały – Nielepice. Jest to zamknięta pętla o długości około 8 km
:  Nielepice-centrum – Pierunkowy Dół – Dębowa Góra – Pańskie Kąty (centrum edukacyjno-rozrywkowe) – Nielepice